# Discotrema monogrammum
Discotrema monogrammum är en fiskart som beskrevs av Thomas Craig och Randall 2008. Discotrema monogrammum ingår i släktet Discotrema och familjen dubbelsugarfiskar. Inga underarter finns listade i Catalogue of Life.